# Alpin à ocelles rouges
Erebia mancinus
Espèce
L'Alpin à ocelles rouges (Erebia mancinus) est un lépidoptère appartenant à la famille des Nymphalidae, à la sous-famille des Satyrinae et au genre Erebia.

## Dénomination
Erebia mancinus a été nommé par Edward Doubleday en 1849.

### Nom vernaculaire
L'Alpin à ocelles rouges se nomme Taiga Alpine en anglais.

## Description
L'Alpin à ocelles rouges est un papillon marron de taille moyenne (d'une envergure de 35 à 43 mm) avec aux antérieures une large bande submarginale rouge orangée marquée d'ocelles noirs largement cernés de jaune. L'aile postérieure est uniformément marron.
Le revers est semblable avec les mêmes ocelles aux ailes antérieures,

### Chenille
La chenille n'est pas connue.

## Biologie

### Période de vol et hivernation
Il vole en une génération de fin mai à fin juillet, en certains lieux une année sur deux.

### Plantes hôtes
Les plantes hôtes des chenilles sont pas connues.

## Écologie et distribution
Il est présent dans la partie arctique de l'Amérique du Nord en Alaska,  au Canada il se rencontre dans le sud-ouest du Manitoba, le Labrador, le nord du Québec, de l'Ontario et des provinces des Prairies, dans les Territoires du Nord-Ouest, le Yukon et jusqu'en Colombie-Britannique. Aux USA il ne réside que dans le nord du Minnesota.

### Biotope
Il réside dans les zones humides, les tourbières.

### Protection
Pas de statut de protection particulier.